# Sean Fine
Pour les articles homonymes, voir Fine.
Sean Fine est un réalisateur de documentaires américain.
Son documentaire War Dance sur les enfants soldats a été nommé pour l'Oscar du meilleur film documentaire en 2008. Inocente, coréalisé avec son épouse Andrea Nix, a remporté l'Oscar du meilleur court métrage documentaire en 2013.

## Filmographie

### Comme réalisateur
- 2007 : War/Dance (aussi scénariste)
- 2011 : Lindsey Vonn: In the Moment (série télévisée)
- 2012 : Inocente
- 2013 : The Good Life
- 2013 : Life According to Sam (en)

### Comme directeur de la photographie
- 2002 : Afghanistan: Land in Crisis (vidéo)
- 2002 : Guts and Glory (vidéo)
- 2002-2004 : Taboo (série télévisée, 4 épisodes, aussi scénariste)
- 2005 : Hunter & Hunted (série TV)
- 2006 : Megastructures (série TV)
- 2007 : War Dance
- 2007 : Smithsonian's Weirdest (TV)
- 2005 : National Geographic Explorer (série TV)
- 2012 : Inocente
- 2013 : Life According to Sam (en)